# Општина Лункавица (Тулћа)
Лункавица (рум. Luncaviţa) општина је у Румунији у округу Тулћа.
Oпштина се налази на надморској висини од 1 m.